# Johan Frederik Gyldenstierne Sehested
Johan Frederik Gyldenstierne Sehested (født 1. marts 1765 i København, død 12. juni 1830 i Slesvig by) var en dansk officer, far til Georg Bernadotte Sehested.
Sehested var søn af generalløjtnant Johan Frederik Sehested og Pouline Fabritius de Tengnagel, blev kammerjunker 1780, 1781 sekondløjtnant à la suite ved sjællandske Rytterregiment, 1783 virkelig sekondløjtnant, 1787 premierløjtnant ved Akerhusiske nationale Dragonregiment, 1788 ritmester ved Husarregimentet, 1790 forsat til Smaalenske nationale Dragonregiment og kompagnichef, 1793 forsat til Livregiment Dragoner og samme år ritmester ved jydske Dragonregiment, 1793 forsat til Livregiment Dragoner, 1803 major ved holstenske Rytterregiment, 1809 kammerherre og virkelig oberstløjtnant, 1810 forsat til Livregiment Dragoner, 1812 karakteriseret oberst, 1815 forsat til jydske Dragonregiment. 1816 tog han afsked og blev 1828 karakteriseret generalmajor.
Sehested blev gift første gang 15. oktober 1789 med Louise Dorothea Lengnick (1765 - 1. september 1795 på Høegholm), datter af generalkrigskommissær Johan Lebrecht Lengnick og Sara Maria Plade. Hun er begravet i Tirstrup Kirke.
Han blev gift anden gang 22. juni 1797 i Tirstrup Kirke med Sofie Hedvig Agate Kaas (med Muren) (31. oktober 1774 - 9. maj 1833), datter af Frederik Christian Kaas. 
Han er begravet i Slesvig by.